# エルサルバドル

エルサルバドル共和国
República de El Salvador

国の標語：Dios, Unión, Libertad（スペイン語）
神、団結、自由
国歌：Himno Nacional de El Salvador（スペイン語）
エル・サルバドルの国歌（誇り高き祖国に敬礼）

1. 

エルサルバドル共和国（エルサルバドルきょうわこく、スペイン語: República de El Salvador）、通称エルサルバドルは、中央アメリカ中部に位置する、ラテンアメリカの共和制国家である。北西にグアテマラ、北と東にホンジュラスと国境を接しており、南と西は太平洋に面している。中央アメリカ5か国のうち唯一、カリブ海に面していない。首都はサンサルバドル。
カリブ海の島国を除く米州大陸部全体で最小の国家であるが、歴史的に国土の開発が進んでいたこともあり、人口密度では米州最高である。

## 国名
正式名称はスペイン語で、República de El Salvador （発音 [reˈpuβlika ðe el salβaˈðor] レプブリカ・デ・エル・サルバドル）。通称、El Salvador。エルナン・コルテスの部下として1524年にやってきたペドロ・デ・アルバラードによって「救世主」を意味するエル・サルバドールと名付けられた。
公式の英語表記は、Republic of El Salvador。通称、El Salvador。
日本語の表記は「エルサルバドル共和国」で、通称は「エルサルバドル」。「エル・サルバドル」「エル・サルバドール」とも表記される。漢字表記は、救世主国（もしくは薩爾瓦多）。

## 歴史

### 先コロンブス期
紀元前のこの地にはモンゴロイド系の先住民、すなわちインディヘナ（インディオ）が暮らしていた。先古典期中期には、オルメカ文明の影響を受け、チャルチュアパなどに祭祀センターが築かれた。1世紀のイロパンゴ火山の噴火に伴い、先住民はグアテマラのペテン低地など低地マヤ地域に避難したと考えられている。先古典期後期のウスルタン式土器や石碑を刻む伝統も伝播した。6世紀末、ロマ・カルデラ火山の噴火に伴い埋まった集落ホヤ・デ・セレンは保存状態が良好であったため、世界遺産に登録されている。
10世紀ごろには小王国がいくつか成立し、そのうちピピル人はクスカトランを首都にして16世紀までに統一王国「クスカトラン王国」（ピピル語: Tajtzinkayu Kuskatan, 1200年ごろ - 1528年）を建設しつつあった。

### スペイン植民地時代

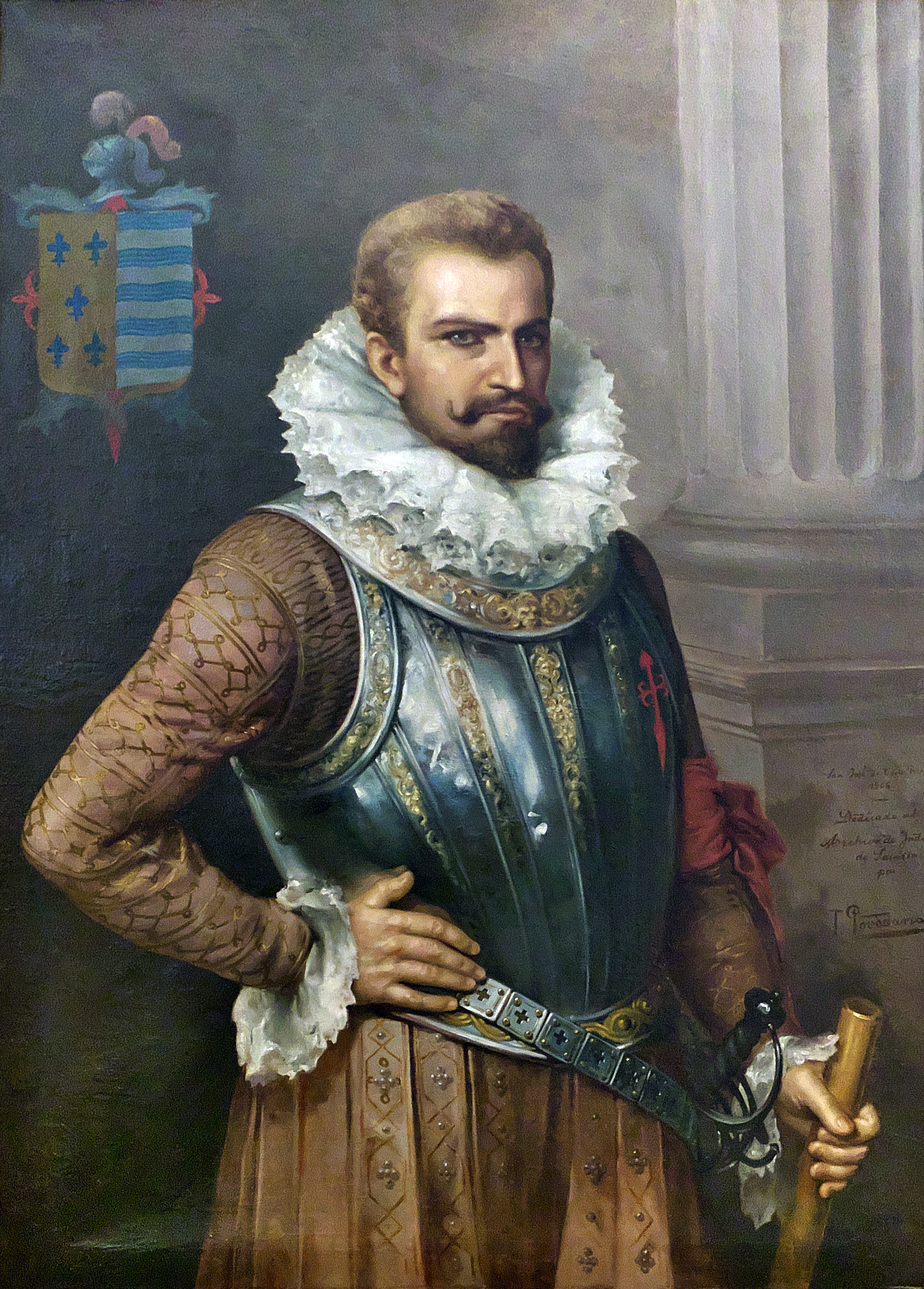
征服者の一人ペドロ・デ・アルバラード

1524年にスペイン人、エルナン・コルテスの部下ペドロ・デ・アルバラードがクスカトラン王国を征服しようとした（アカフトラの戦い）。インディヘナは一度スペイン人を打ち負かし、グアテマラに撤退させるが、1525年に再びやって来たアルバラードの攻撃により、ベルムーダ市はサンサルバドル（聖救世主）市と改称された。その後、1528年にはエルサルバドルのほぼ全域が征服された。
スペインの支配に入った後の1560年以降はグアテマラ総督領の一部として管理下に置かれ、農業や牧畜業、藍の生産などが営まれたが、中央アメリカの中ではグアテマラと並び開発された地域だった。

### 独立と中央アメリカ連邦の崩壊

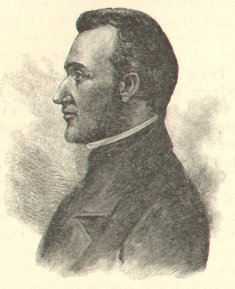
中米連邦の擁護者だったフランシスコ・モラサン。

19世紀前半にはインディアス植民地各地のクリオージョたちの間で独立の気運が高まった。1789年のフランス革命以来のヨーロッパの政治的混乱のなか、ナポレオン戦争によりフランスに支配されたスペイン本国では、1808年からナポレオン支配に対するスペイン独立戦争が勃発した。フランス皇帝ナポレオン・ボナパルトがボルボン朝のフェルナンド7世を退位させ、兄のジョゼフをスペイン王ホセ1世に据えると、インディアス植民地は偽王への忠誠を拒否した。1811年から独立闘争が本格化し、1821年9月15日にグアテマラ総督領が独立すると、エルサルバドルもスペイン支配から解放された。
1821年9月16日に独立したアグスティン・デ・イトゥルビデ皇帝の第一次メキシコ帝国に他の中央アメリカ諸国とともに併合されるが、1823年のメキシコ帝国の崩壊に伴い旧グアテマラ総督領の五州は中央アメリカ連合州として独立し、1824年には中央アメリカ連邦に加盟した。エル・サルバドル出身のホセ・アルセが初代大統領となるが、独立後の自由主義者のフランシスコ・モラサンをはじめとするエル・サルバドル派と、保守主義者のラファエル・カレーラをはじめとするグアテマラ派の内戦のなかで1838年に中央アメリカ連邦は崩壊し、1841年には中米連邦の瓦解に伴い「エルサルバドル」として暫定的に独立を果たした。このときにアメリカ合衆国への併合を求めたが断られている。
その後すぐに連邦再建を求めての内乱やグアテマラとの戦争が発生したが、1857年には中米連合軍の一員としてアメリカ人の傭兵ウィリアム・ウォーカー率いるニカラグア軍と戦った。その後は軍事独裁政権が相次いで成立し、その間に対外戦争や独裁打倒運動が行われた。また、この時期にコーヒーをはじめとする換金作物のプランテーションが多数設立された。1872年から1898年の間エル・サルバドルは連邦再結成派の旗手となり、1896年にはエルサルバドルを中心にしてホンジュラス、ニカラグアとともに中央アメリカ大共和国が設立するが、1898年には崩壊した。

### 独裁と不安定

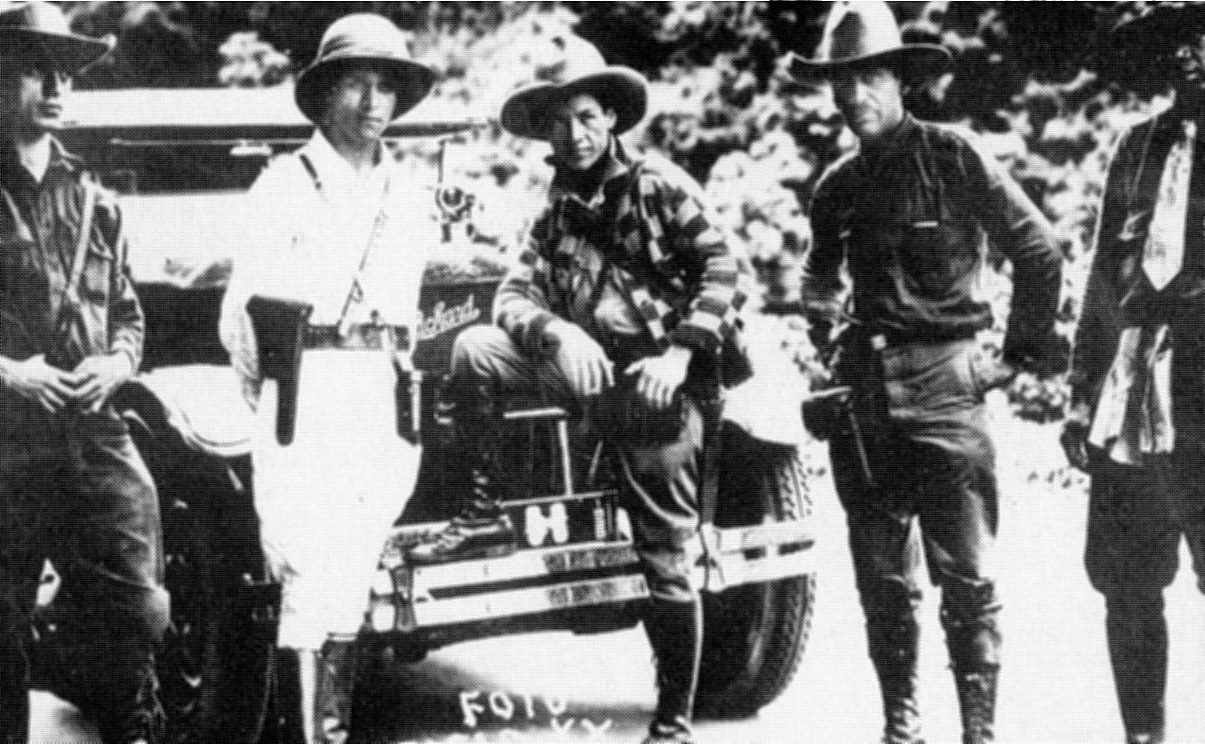
ファラブンド・マルティ（右から二人目）

20世紀に入り、1907年からメレンデス一族の独裁が始まると、一時的に国内は安定を取り戻したが、世界恐慌で主要産業のコーヒーが打撃を受け、世情は再び不安定となった。
経済危機の混乱のなか、1931年にマクシミリアーノ・エルナンデス・マルティネスがクーデターでメレンデス一族から政権を掌握し、専制体制を敷いた。その間に激しい言論弾圧が行われ、「ラ・マタンサ（La Matanza、「虐殺」の意）」により、反独裁運動を始めようとしていたファラブンド・マルティをはじめとする共産党員や、西部のピピル族などおよそ3万人が虐殺された。
1934年、日本が主導して建国した満州国を1934年に承認。1935年、堀義貴初代駐エルサルバドル日本公使が着任し、正式に日本との間で外交関係が成立した。
第二次世界大戦では親米派として連合国の一員に加わるが、1944年にはクーデターが起き、マルティネス独裁体制は崩壊した。しかし、その後も政情は不安定でクーデターによる政権交代が相次いだ。
そうしたなかで1951年には『サン・サルバドル憲章』が中米5か国によって採択された。エル・サルバドルは1960年に発足した中米共同市場により最も恩恵を受けた国となり、域内での有力国となった。こうして1966年にようやく大統領選挙によってエルナンデス政権が発足するなどの安定を見せたが、1969年には、サン・サルバドル憲章以後も国境紛争や農業移民・経済摩擦など多くの問題を抱えて不和だったホンジュラスとの間で、サッカーの試合をきっかけとしたサッカー戦争が勃発した。

### サッカー戦争以降

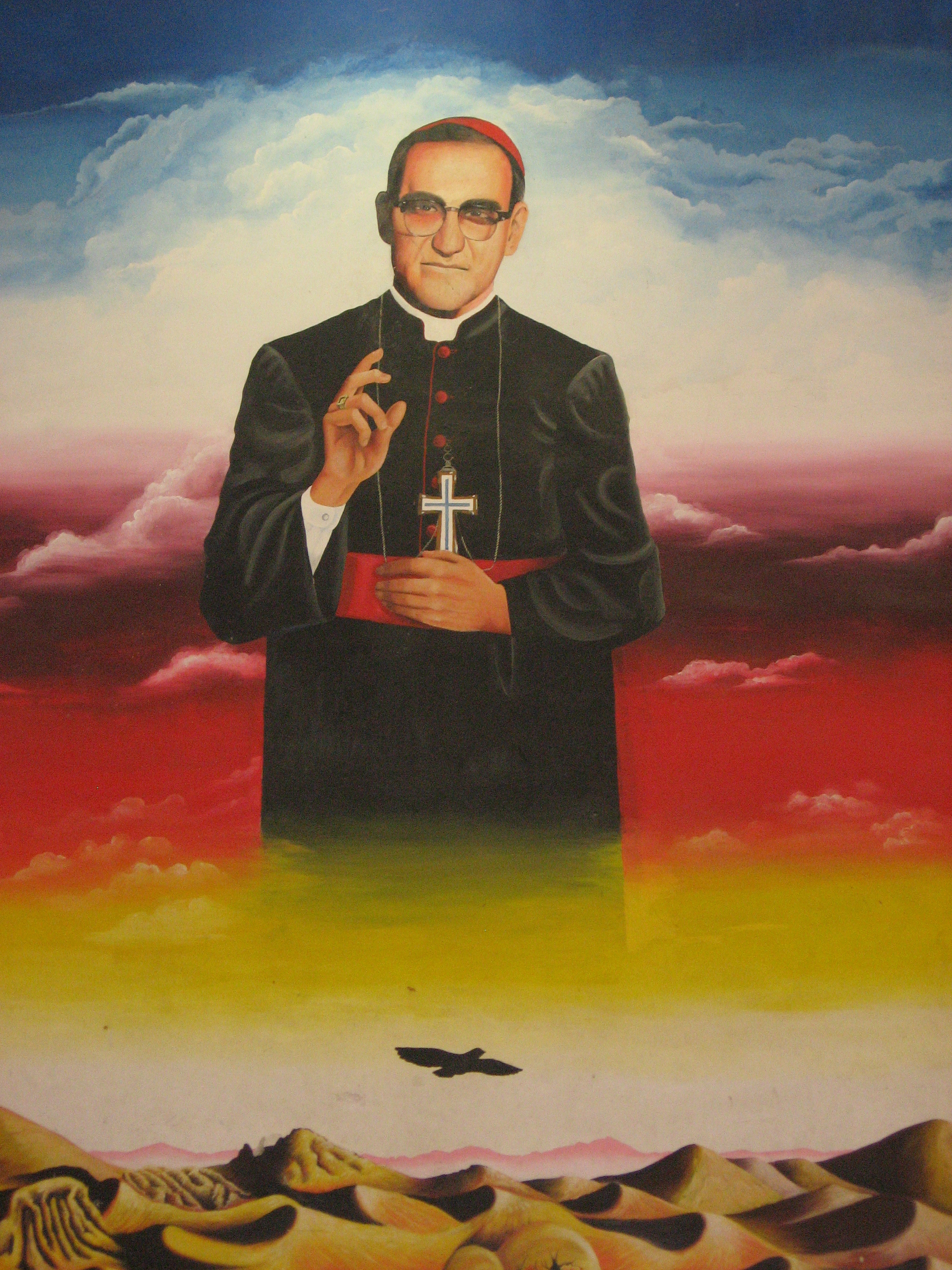
オスカル・ロメロ。聖職者としてエルサルバドル人のために尽力したが、1980年、凶弾に倒れた。2018年に列聖されている。

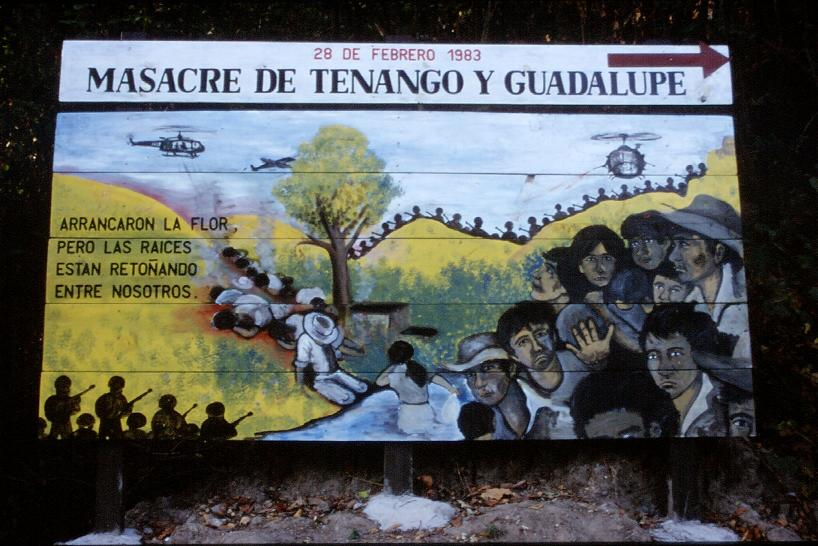
エルサルバドルでの虐殺を描いた壁画

ホンジュラスとの戦争後、30万人にものぼるエルサルバドル移民がホンジュラスから送還されたことなどにより、経済、政治ともに一気に不安定化した。1973年の選挙結果の捏造以降、軍部や警察をはじめとする極右勢力のテロが吹き荒れ、「汚い戦争」が公然と行われるなかで、それまで中米一の工業国だったエルサルバドルは没落していくことになる。
1977年には人民解放戦線を名乗る左翼ゲリラに政府観光局長、外相が相次いで誘拐されるなど、治安の悪化は顕著なものとなった。
1979年にニカラグアでサンディニスタ革命が起きるのと時期を同じくしてロメロ政権が軍事クーデターで倒され、革命評議会による暫定政府が発足した。しかし、極右勢力のテロは続き、1980年にはサンサルバドル大司教オスカル・ロメロをはじめとするキリスト教聖職者までもが次々と殺害されていく状況に耐えられなくなった左翼ゲリラ組織ファラブンド・マルティ民族解放戦線（FMLN）が抵抗運動を起こし、1992年までの長きにわたって続くこととなり、7万5,000人を超える犠牲者を出したエルサルバドル内戦が勃発した。オリヴァー・ストーン監督の映画『サルバドル/遥かなる日々』（1986年）は、この内戦を描いている。
事態の収拾のために暫定政府はアメリカ合衆国の支援を要請し、「エル・サルバドル死守」を外交の命題に掲げたアメリカ合衆国大統領ロナルド・レーガンは中米紛争に強圧策を持って臨み、軍や極右民兵に大幅なてこ入れを重ねた。1982年には政府と革命勢力の連立政権が成立したが、これも極右勢力の妨害によってすぐに破綻した。こうして、ニカラグアの革命政権からの援助を受けてゲリラ活動を展開するFMLNと政府軍との内戦は泥沼化の様相を呈した。1984年にはナポレオン・ドゥアルテ大統領（民族主義共和同盟、略称ARENA。右派）が政権を担い、FMLNとの首脳会談を実現した。しかし、この間政府軍・ゲリラ双方による、弾圧・虐殺・暴行が横行した。特に政府軍のそれは半ば公然と行われたが、アメリカ政府はそれを恣意的に無視して政府軍を支援し続けた。
1989年にはクリスティアーニが大統領に選出されたが内戦は収まらなかった。1992年にようやく国際連合の仲介で和平が実現し1,000人からなるPKO（国際連合エルサルバドル監視団、略称ONUSAL）の派遣が決定・実施され、7万5,000人にも及ぶ死者を出したエルサルバドル内戦は終結した。FMLNは合法政党として再出発し、1994年には総選挙が実施され、ARENAの候補であるカルデロン大統領が選出される一方、FMLNが第2党になった。

### 21世紀
2001年にドル化政策（Dolarización）が実施され、それまでの通貨「コロン」に代わり、「米ドル」を自国の通貨として流通させるようにした。ドルとコロンの間は1ドル＝8.75コロンの固定レートにより取引されていた。現在、旧通貨コロンはほとんど流通していない。また、2003年には親米政策からイラクへ派兵し、2008年末まで駐留し続け、ラテンアメリカでイラク派兵を行った唯一の国となった。
2009年3月15日、大統領選挙でARENAのロドリゴ・アビラを破ってFMLNのマウリシオ・フネスが勝利し、20年間続けてきた新自由主義路線の与党ARENAからの初の政権奪取を実現し、左傾化が進むラテンアメリカ諸国に新たな左派政権が誕生した。18日にエルサルバドル中央選挙管理委員会が大統領選挙の最終結果を発表したところによると、左派のファラブンド・マルティ民族解放戦線党（FMLN）のマウリシオ・フネス候補は51.32パーセント（135万4,000票）、右派の民族主義共和同盟（ARENA）のロドリゴ・アビラ候補は48.68パーセント（128万4,588票）であった。
2010年代に入ると、マラ・サルバトルチャやエイティーンス・ストリート・ギャングなどの強大なギャング勢力が抗争を繰り広げて治安が急速に悪化。2015年の殺人発生率は世界でも最高水準に達した。2019年にエルサルバドル大統領に就任したナジブ・ブケレは、ギャングをテロリストと呼び摘発を推進。ギャングであることを示すタトゥーや第三者からの通報などの根拠があれば、司法手続きを経なくても逮捕することを可能としたため、多数のギャングメンバーが新たに作られたテロリスト監禁センターなどに収容された。冤罪や収容者の処遇など人権上の問題は惹起されたが、殺人発生率は劇的に低下。治安も安定化した。

## 政治

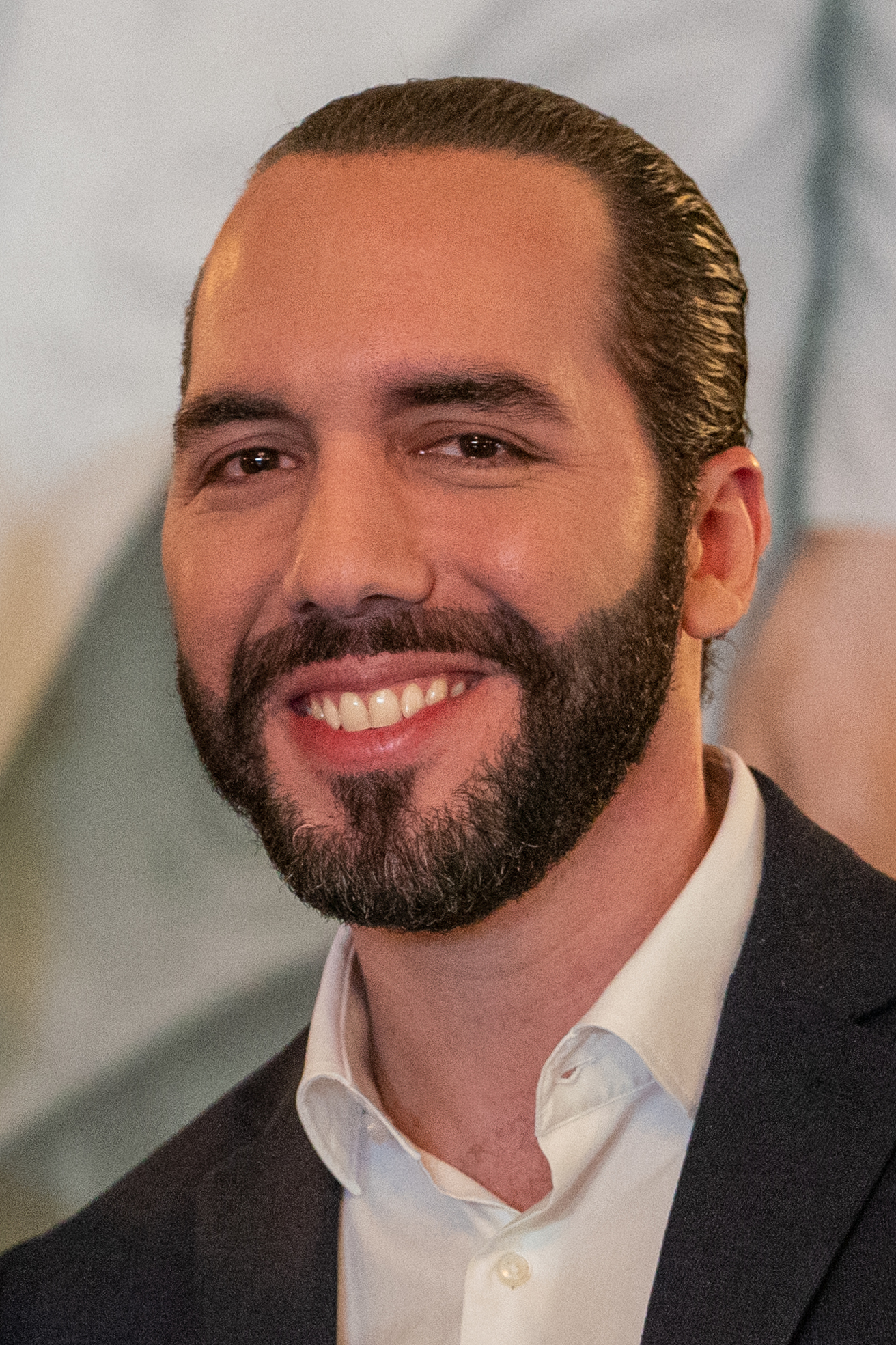
ナジブ・ブケレ大統領

政体はエルサルバドルの大統領が政府首班と国家元首を兼ねる共和制国家であり、行政権は大統領に属する。国民による普通選挙での過半数の得票で選ばれ、任期は5年。
2019年6月に就任したナジブ・ブケレは支持率の高さを背景に権力集中を進め、2022年3月にギャングによって1日で62人が殺害される事件が発生した際に、非常事態宣言を布告している。軍を投入して「マラス」と総称されるギャング組織の摘発に取り組み、6万1300人以上を検挙した結果、世界で最も殺人率の高かったエルサルバドルで、2022年の殺人件数が前年の半分以下に減少し治安が急速に回復した。
2021年の選挙で議会（後述）で自らの政党が多数派になると批判的な最高裁判所判事5人と検察庁長官の罷免が議会で可決され、憲法が禁じる大統領の連続再選をブケレ派で固めた最高裁判所が可能との見解を2021年9月に示し、2022年9月15日の独立記念日に開いた記者会見で2024年に再選へ出馬する意向を示した。
立法権は一院制の議会に属しており、議員定数は84人、議員任期は3年である。司法権は最高裁判所に属している。現行憲法は1983年憲法である。
エルサルバドルは政治における軍部の力が強く、1931年から1982年までの実に50年に渡って軍部（あるいは軍部出身者）による政治が続いた。

## 国際関係
エルサルバドルは1955年、第二次世界大戦後初めて日本の企業が海外進出した国であり、ユサ社は半世紀以上操業を続けている。
1978年 5月17日午後7時（日本時間5月18日午前10時）、日本とエルサルバドルの合弁企業インシンカ社（INSINCA）社長の松本不二雄が、FARN（全国抵抗武装軍）と名乗る組織に誘拐され、10月4日に遺体で発見される事件があった。 
エルサルバドルは中華民国（台湾）を承認していたが、2018年8月21日に中華人民共和国が国交樹立の条件として台湾との断交を要求したことをエルサルバドルが受け入れ、台湾側も断交を発表した。

## 軍事
徴兵制が敷かれ、国民は1年間の兵役が義務づけられている。太平洋で活動する艦艇については「エルサルバドル海軍艦艇一覧」を参照。

## 治安
1980年代にエルサルバドル政府と左翼ゲリラの間で内戦が続き、アメリカに脱出した者の中で若者らがロサンゼルスでギャングを結成した。1990年代にはアメリカ政府によってその多くが強制送還されたことで、ロサンゼルスのギャングカルチャーを母国に持ち帰ることになった。首都サンサルバドルは長らく、2大ギャングの「マラ・サルバトルチャ」と「バリオ18」に支配されていた。エルサルバドル帰還ギャングらは各地域で縄張りを決めて、商売を営む住民からみかじめ料を徴収し、人々の行き来を監視した。一般住民でも、残酷な手法で殺害されるケースが多発してきた。

### ナジブ・ブケレ政権以降
2018年時点でエルサルバドルの人口10万人あたりの殺人件数は51件で世界最悪だったことで「世界で最も治安が悪い国」と言われていた。しかし、2019年にナジブ・ブケレが大統領就任し、ギャングに対する人権無視の「無慈悲なギャング対策」を実施し、「政府はギャングに容赦しない」姿勢を示した。2019年は人口10万人あたりの殺人件数は36件に減り、翌2020年は19.7件、2023年には2.4件まで減った。2024年2月時点で南北アメリカ中カナダに次ぐ2位、同年12月時点で西半球で最も安全な国へと変貌した。ナジブ大統領就任前の2018年度の殺人事件は3300件超えだったのが、2023年度には154件にまで減ったため、NHKは治安の回復は統計からも明らかなことと「世界一クールな独裁者」と呼ばれていることを報道した。2024年2月4日のエルサルバドル大統領選挙で投票総数の84％得票、同日の議会選挙ではナジブの党がエルサルバドル議会60議席のうち54議席を獲得する見通しである。ナジブ大統領は「次の目標は世界で最も安全になることだ」と語った。エルサルバドル国内で殺人事件が起きなかった2024年12月20日には、ナジブ大統領はX（旧ツイッター）で治安の良さを自賛するツイートをした。殺人発生件数はナジブ大統領就任前との比較で50分の1になっており、彼の強権政治は国民の支持を受けている。

## 地方行政区分

エルサルバドルの行政地図。

エルサルバドルは、14の県（departamento）で構成されている。
- アワチャパン県（Ahuachapán） - 首都からグアテマラへの最短経路となる国境を有する。
  - 県都：アワチャパン市（Ahuachapán）
- ウスルタン県（Usulután）
  - 県都：ウスルタン市（Usulután）
- カバーニャス県（Cabañas）
  - 県都：センスンテペケ市（Sensuntepeque）
- クスカトラン県（Cuscatlán）
  - 県都：コフテペケ市（Cojutepeque）
- サン・サルバドル県（San Salvador）
  - 県都：サンサルバドル市（San Salvador） - 首都。
- サンタ・アナ県（Santa Ana）
  - 県都：サンタ・アナ市（Santa Ana） - 国内でサンサルバドルに次ぐ第2位の都市。
- サン・ビセンテ県（San Vicente）
  - 県都：サン・ビセンテ市（San Vicente）
- サン・ミゲル県（San Miguel）
  - 県都：サンミゲル市（San Miguel） - サンタ・アナに次ぐ国内第3位の都市。
- ソンソナーテ県（Sonsonate） - 国際港であるアカフトラ港が属する県。
  - 県都：ソンソナーテ市（Sonsonate）
- チャラテナンゴ県（Chalatenango） - ホンジュラスのコパン遺跡、サン・ペドロ・スーラ方面への国境を有する。
  - 県都：チャラテナンゴ市（Chalatenango）
- モラサン県（Morazán） - 内戦当時に最も戦闘が激しかった地域。県内ペルキン町に「戦争博物館」がある。
  - 県都：サンフランシスコゴテラ市（San Francisco Gotera）
- ラ・ウニオン県（La Unión） - 首都からホンジュラスの首都テグシガルパへの最短経路となる国境を有する。
  - 県都：ラ・ウニオン市（La Unión）
- ラ・パス県（La Paz） - コマラパ国際空港が属する県。
  - 県都：サカテコルカ市（Zacatecoluca）
- ラ・リベルタ県（La Libertad）
  - 県都：サンタ・テクラ市（Santa Tecla） - 地震の多いサンサルバドルに代わる新しい首都として計画された都市だが、実際にはいまだ遷都されていない。しかし2001年の大地震では壊滅的な被害を受け、皮肉にも遷都していなかったことが幸いして、被害を最小限に食い止めたと言われている。

### 主要都市
主要な都市はサンサルバドル（首都）、サンタ・アナがある。

## 地理

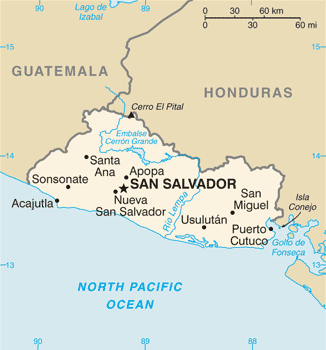
エル・サルバドルの地図

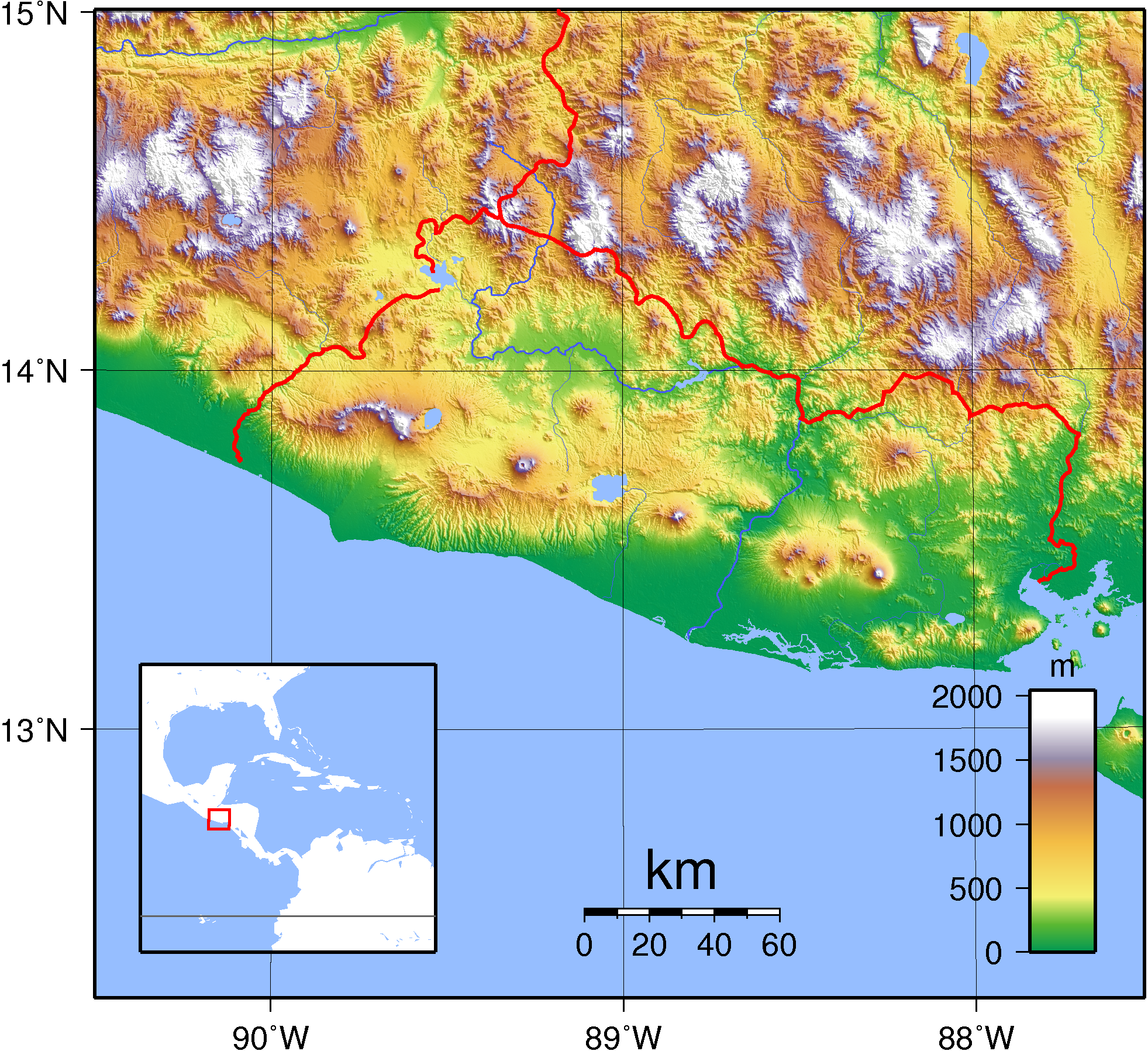
エル・サルバドルの地形図

エルサルバドルは中央アメリカに位置し、国土面積は2万1,040平方キロメートルと 四国（1万8803.87平方キロメートル）よりやや大きい程度であり、これは米州大陸部全体で最も小さい。また、中央アメリカで太平洋のみと面する唯一の国で、カリブ海とは接していない。
グアテマラと203キロメートル、ホンジュラスと342キロメートルにわたって国境を接している。
エルサルバドルの国土の約10パーセントが森林地帯となっているが、そのうち80パーセントが植林により再生したものであり、自然林はほとんど残っていない。

### 山
エルサルバドルには20以上の火山があり、代表的な火山としては特にイサルコ火山（1,910メートル）が挙げられる。その他にはサンタ・アナ火山（2,286メートル）などがある。国内最高峰はエル・ピタル山（2,730メートル）である。

### 気候
エルサルバドルははっきりとした雨季と乾季に分かれる熱帯気候であり、気候は主に高度によって変化するが、多少は季節の変化によっても変化する。太平洋側の低地は一様に暑く、中央高原と山地は快適な気候になっている。雨季は5月から10月までであり、年間の降雨量のほとんどはこの時期に集中し、首都のサンサルバドルでは年間平均雨量が1,700ミリ、南部の丘陵地帯では年2,000ミリにも達する。乾季は11月から4月までである。
保護地域と中央高原はこれよりも少ないが、それでも量は多い。この時期の雨は主に太平洋からの低気圧により発生し、午後の雷雨となって降雨することが多い。時々ハリケーンが太平洋から飛来するが、ハリケーン・ミッチのような例外を除いてほとんどエル・サルバドルには影響しない。

### 自然災害
環太平洋火山帯の上にある米州大陸太平洋側の常として地震の多い土地であり、2001年の2月に2度にわたり大地震が起こり、それぞれ800人、250人が死亡している（エルサルバドル地震）。

## 経済

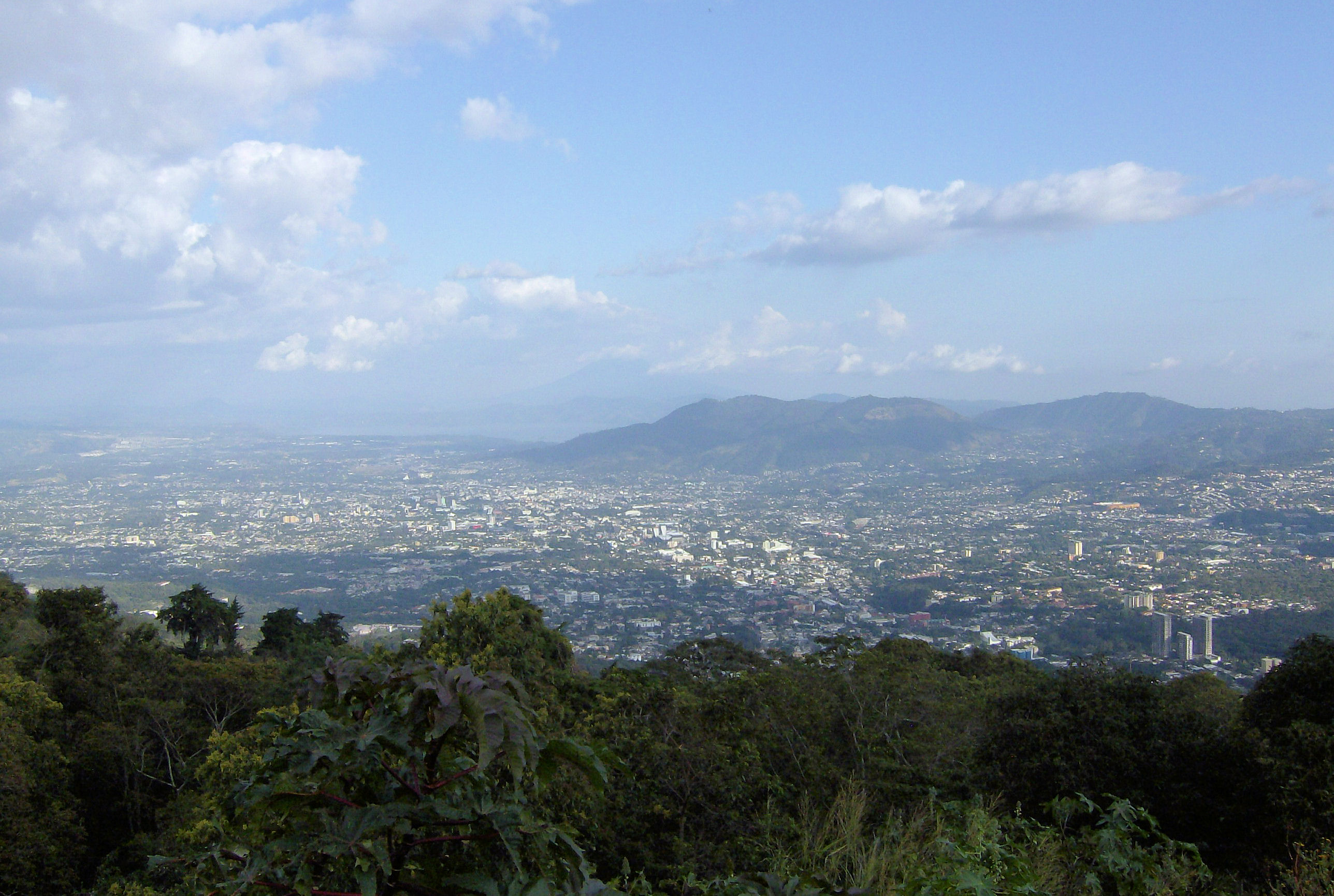
首都サンサルバドル。

アメリカ合衆国中央情報局（CIA）の『CIAワールドファクトブック』によると、エルサルバドルはパナマ、コスタリカに続いて中米地域で3番目に経済規模の大きい国家であり、一人あたりの国内総生産（GDP）は4,900USドルに達するが、それでもこの国は発展途上国であり多くの社会問題を抱え、ラテンアメリカ全体でも上位10番以内に入る貧しい国でもある。エルサルバドルの人口の約240万人が貧困層となっている。
エルサルバドルは有機鉱物資源、金属鉱物資源をほとんど産出しない。鉱業の対象となる唯一の資源は塩である。経済を支えるセクターは農業であるが、「十四家族」という言葉に象徴されるような寡頭大土地所有（アシエンダ制）が問題となっている（実際に14の家族が土地を独占しているわけではなく、あくまでも比喩である）。特にコーヒー、砂糖、綿花の栽培が盛んである。コーヒー豆の生産量は2002年時点で9.2万トンに達し、これは全世界の生産量の1.2パーセントに相当する。穀物、根菜の栽培量は自給に必要な量に達していない。農業国であるにもかかわらず、穀物を輸入している。
エルサルバドル・ホンジュラス戦争までは中米一の工業国だったが、その後に勃発した内戦の間に没落した。
世帯主がアメリカ合衆国へ出稼ぎに行き、その仕送りで国内に残った家族が生計を立てている家庭が多いのが中米諸国の特徴で、エルサルバドルも例外ではない。海外からの送金はエルサルバドルのGDPの2割を占め、スマートフォンはあれど銀行口座を持たない国民が多いことが、ビットコインの法定通貨化の背景にある。しかしアメリカでの同時多発テロ以降、アメリカでの滞在条件が以前よりも厳しくなり、就労ビザが取れなくなり強制帰国を命ぜられた国民も多く社会問題となっている。

### 通貨
エルサルバドルの法定通貨はアメリカ合衆国ドル（米ドル、USD）、サルバドール・コロン（SVC）、そして2021年9月7日に追加された暗号通貨（仮想通貨の一種）であるビットコイン（BTC）の3種類である。ただしコロンは現在流通していない。
先住民族は通貨としてカカオを使用していた。エルサルバドルとして独立してしばらくはマカコ（Macaco）と呼ばれる銀貨が非公式に使用されていた。1856年にマカコは法定通貨となったが、当時は他にスペイン・ペセタが広く流通しており、農民らは黄銅のコインである「fiches de finca」を使用していた。1877年、サルバドール・レアル（Real）の発行を開始。1883年、法定通貨はサルバドール・ペソとなり、「1ペソ = 8レアル」で交換された（後に1ペソ＝10レアルへ変更）。1882年、サルバドール・ペソはサルバドール・コロンへ置き換えられた。1919年に以前の通貨を全て廃止し、コロンのみが法定通貨となった。1992年の内戦終結後、政府は通貨をより安定させるため2001年に米ドルを導入した。米ドル導入後もサルバドール・コロンは法定通貨として使用できるが流通が停止しており、事実上、米ドルに一本化されていた。米ドルは額面に英語が用いられているため、国民に通貨価値を理解させるための教育政策が行われている。

#### ビットコインの法定通貨化
2021年6月5日、ナジブ・ブケレ大統領はビットコインを法定通貨とすることを表明した。法的立場や運用などが盛り込まれた「ビットコイン法」は国会へ提出され、同月8日に賛成多数で可決された。なおビットコインは米ドルに取って代わるものではなく、従来の法定通貨も使用可能である。普及を促すため、ビットコイン対応スマートフォン用モバイルアプリケーション「チボ」を導入して、国民1人当たり30米ドル分を配った。
ブケレ大統領はエルサルバドル東南端に新都市「ビットコインシティ」を建設する構想も打ち出したが、ビットコインはスマートフォン利用料も必要なため庶民には普及しておらず、出稼ぎ労働者によるエルサルバドルへの送金も依然ドルが主体である。
2022年1月25日には国際通貨基金（IMF）がエルサルバドルに対してビットコインを法定通貨から外すよう要請している。「金融の安定性に大きなリスクを生じさせる」というのが理由で、こうした懸念を裏付けるように、ビットコインの下落により、フィッチ・レーティングスによるエルサルバドルの信用格付けは同年2月に「Bマイナス」から「CCC」へ、9月には「CC」へ引き下げられた。なお2024年2月現在は「CCC+」まで持ち直している。

## 交通
エルサルバドルは人口密度が中米一高いという事情もあり、都市間の長距離バス輸送・市内バスいずれも運転本数が多く、非常に充実している。
エルサルバドル国内の主要長距離バス路線図

### 航空
コマラパ国際空港は、エルサルバドル国内で国際定期航空路線が発着する唯一の空港である。

## 国民

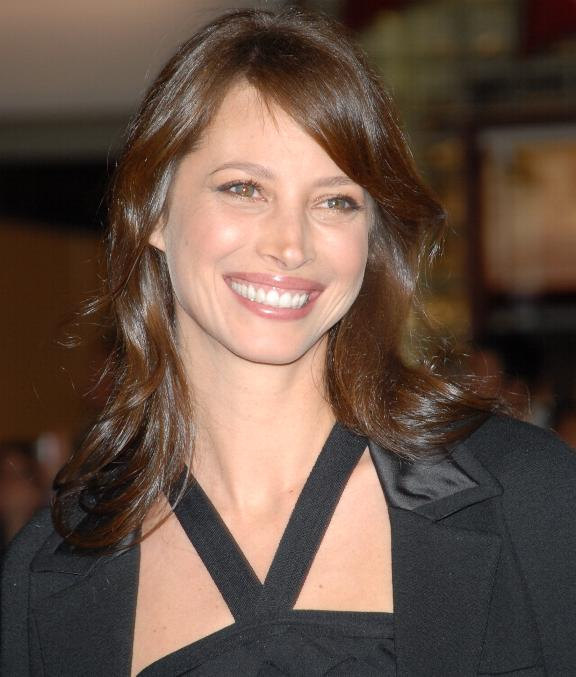
エルサルバドル系モデルのクリスティー・ターリントン

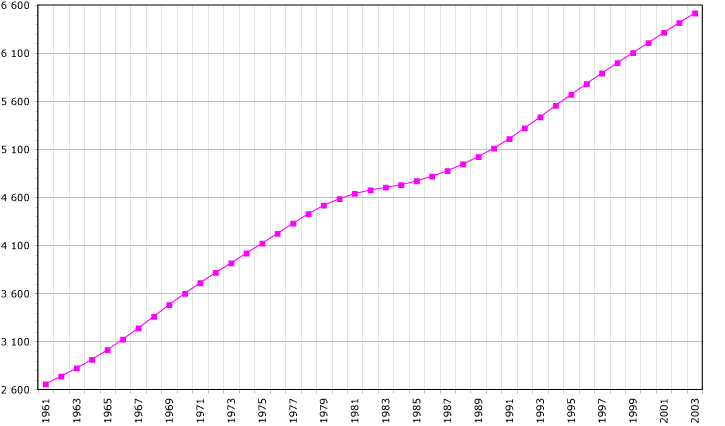
1961年から2003年までのエルサルバドルの人口動態グラフ

エルサルバドルは2013年時点で634万人の人口を擁し、住民の90パーセントを メスティーソが占める。白人が9パーセントであり、白人のほとんどはスペイン系であるが、少ないながらもフランス系やドイツ系、スイス系、イタリア系の家系もある。先住民のインディヘナは1パーセント程度で、ほとんどはピピル族とレンカ族が占める。先住民は土着の文化、伝統を保っていたが、特に1932年のラ・マタンサ（虐殺）などにより最大4万人がエルサルバドル軍によって殺害されたと見積もられる。
エルサルバドルは大西洋（に接続するカリブ海）に面していなかったため中央アメリカで唯一黒人が極めて少ない国であり、加えてマキシミリアーノ・エルナンデス・マルティネス将軍は1930年に人種法を制定して黒人の入国を禁止した。この法律は1980年代に改定され、失効した。しかしながら、首都サン・サルバドルと港町ラ・ウニオンには黒人の血を引くエルサルバドル人がまとまった数存在する。
パレスチナのキリスト教徒が少ないながら移民としてやってきており、数は少ないながらも強力な経済力を持っている。アントニオ・サカ大統領もその一人である。
『CIAワールド・ファクトブック』2015年版によると、エルサルバドルの平均寿命は男性で71.14歳、女性で77.86歳である。

### 人口
首都サンサルバドル都市圏には210万人が居住しており、エルサルバドルの人口の約42パーセントが農村人口だと推測されている。エルサルバドルでは都市化は1960年以来驚異的な速度で進み、数百万人を都市に駆り立てて都市問題を国内のいたるところで生みだした。
2004年の時点で、約320万人のエルサルバドル人が国外に住んでおり、その中のいくらかはアメリカ合衆国への不法移民である。ただし多くのエルサルバドル系アメリカ人は合法移民であり、1986年の新移民法を通して合衆国市民か住民となっている。アメリカは伝統的に成功の機会を求めるエルサルバドル人の目的地となっている。
エルサルバドル人は近隣のグアテマラ、ホンジュラス、ニカラグアにも住む。国籍離脱者は1980年代の内戦の間、政治的、経済的および社会的な状況の中から生まれたものが大部分である。

### 言語
公用語はスペイン語であり、先住民を除いてほぼ全ての国民によって話されているが、英語教育もなされている。

### 宗教
宗教は伝統的にキリスト教カトリック教会が主である。57パーセントカトリックであるが、近年急速にプロテスタントが流行しており、様々な宗派のプロテスタント教徒を合わせると人口の33パーセントを超える。多くはエバンヘリコと呼ばれる 福音派プロテスタントであり、年々エバンヘリコが増加している。
「エルサルバドルのイスラム教」も参照。

### 教育
2001年のセンサスによれば、15歳以上の国民の識字率は80パーセントである。
主な高等教育機関としてはエルサルバドル大学（1841年創立。国内唯一の国立大学）などが挙げられる。

### 保健

#### 妊娠中絶や流産・死産への処罰
上記のようにカトリック信者が多い影響で妊娠中絶を「罪」とみなす思想が根付いており、1997年の刑法改正で人工妊娠中絶が全て禁止され、流産や死産も殺人罪として処罰されるケースが多い。

## 文化
カトリック教会が、エル・サルバドルの文化に大きな影響を与えている。

### 食文化
トウモロコシ食文化圏であり「ププサス」と呼ばれる独特の国民料理がある。他にはポヨカンペーロなどのフライドチキンチェーン店が有名である。その他にはトルティージャや、タコス、タマレスなどの料理が食されている。

### 文学
著名な詩人としてはクラウディア・ラルスが挙げられる。フランシスコ・アントニオ・ガビディアはニカラグア出身のモデルニスモ文学の大詩人ルベン・ダリオの師として有名である。

### 世界遺産
エルサルバドル国内には、ユネスコの世界遺産リストに登録された文化遺産が1件存在する。

### 祝祭日
| 日付             | 日本語表記        | 現地語表記                 | 備考     |
| ---------------- | ----------------- | -------------------------- | -------- |
| 1月1日           | 新年              | Año Nuevo                  |          |
| 1月1日           | 和平協定の日      | Día de los Acuerdos de Paz |          |
| 3月〜4月の一週間 | 聖週間/イースター | Semana Santa               | 移動祝日 |
| 5月1日           | メーデー          | Día del Trabajador         |          |
| 5月10日          | 母の日            | Día de las Madres          |          |
| 8月1日           | 8月の祭日         | Fiestas de agosto          |          |
| 9月15日          | 独立記念日        | Día de la Independencia    |          |
| 11月1日          | 死者の日          | Día de los muertos         |          |
| 11月21日         | 女王の平和の日    | Día de la Reina de la Paz  |          |
| 12月24日         | クリスマス        | Navidad                    |          |

### スポーツ
サッカー
1969年のサッカー戦争（スペイン語: Guerra del Fútbol）の名称からも分かるように、他のラテンアメリカ諸国と同様に、エルサルバドル国内でもサッカーが圧倒的に1番人気のスポーツとなっている。また、その同年にはサッカーリーグのプリメーラ・ディビシオンが創設されている。
エルサルバドルサッカー連盟によって構成されるサッカーエルサルバドル代表は、FIFAワールドカップには1970年大会と1982年大会に出場している。その1982年大会では1次リーグの対ハンガリー戦において、W杯史上最多失点である1対10の大敗を記録した。この記録は2022年現在でも破られていない。また、CONCACAFゴールドカップでは1963年大会と1981年大会で準優勝に輝いている。

## 著名な出身者
- コンスエロ・ド・サン＝テグジュペリ
- フェルナンド・ジョルト - 画家
- ピート・サンドヴァル - ミュージシャン
- オスカル・ロメロ - カトリック司祭
- アイヴァン・メンジバー - 総合格闘家
- マヒコ・ゴンサレス - 元サッカー選手
- エベル・エルナンデス - 元サッカー選手
- ハイメ・ロドリゲス - サッカー指導者
- ダルウィン・セレン - サッカー選手
- アンドレス・フローレス - サッカー選手